# Босуорт, Патриша
Патриша Босуорт (англ. Patricia Bosworth; 24 апреля 1933, Окленд — 2 апреля 2020) — американская журналистка и писательница, автор биографии знаменитого фотографа Дианы Арбус. Принимала участие в адаптации книги для кинематографа; осенью 2006 года на экраны вышел фильм «Мех» с Николь Кидман в роли Арбус. Босуорт также выступила на проекте в качестве продюсера.
Босуорт известна и как журналистка, писавшая для ряда популярных американских изданий (New York Times, Vanity Fair). Кроме биографии Арбус, она автор книги об актёрах Монтгомери Клифте и Марлоне Брандо. Работала над биографией Джейн Фонды. Патриша Босуорт жила в Нью-Йорке.